# Richard M. Clark

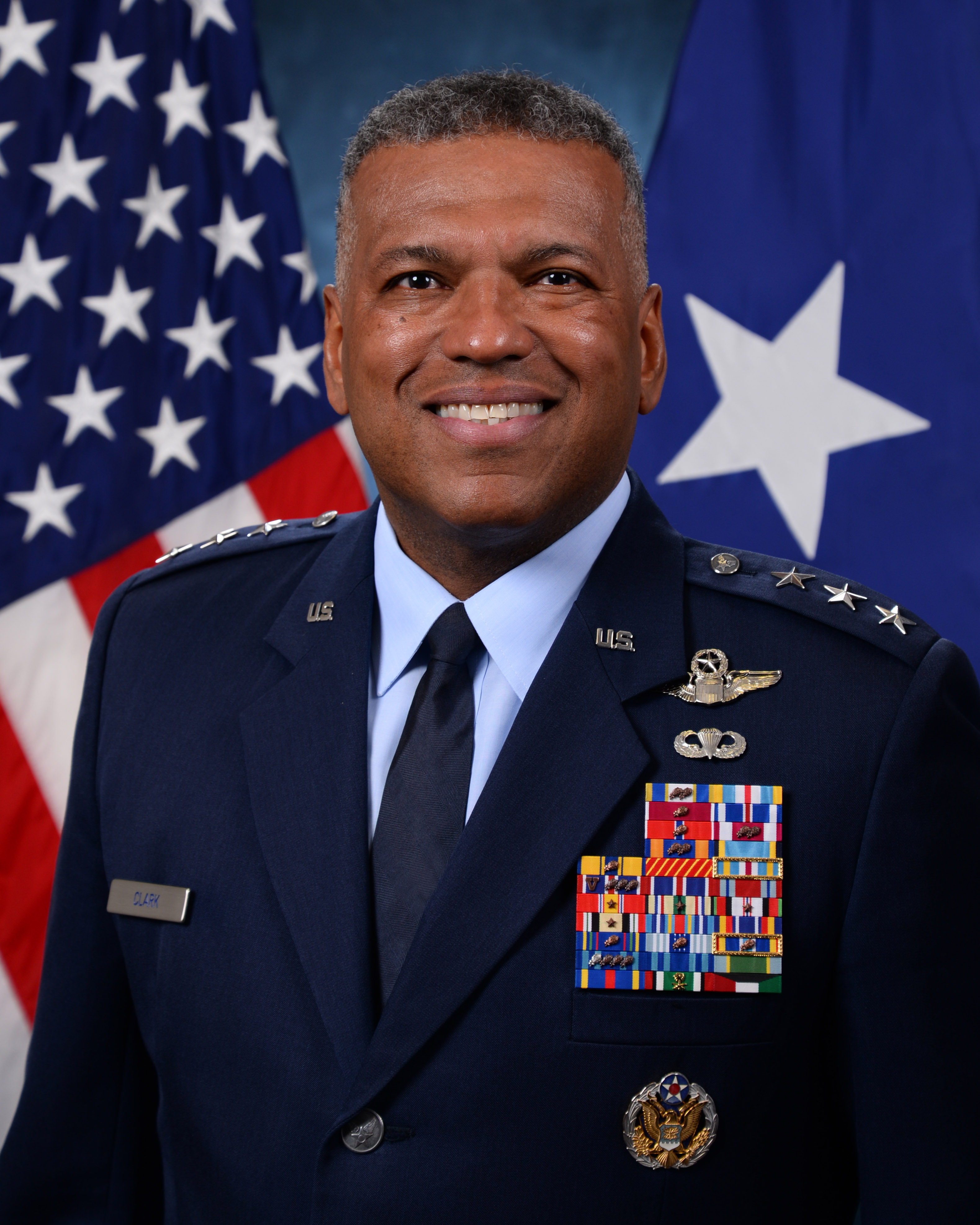
Richard M. Clark (2024)

Richard Milo Clark (* 29. Juli 1964 in Frankfurt am Main, Deutschland) ist ein pensionierter Generalleutnant der United States Air Force. Er war unter anderem Kommandeur zweier Luftflotten und zwischen 2020 und 2024 Leiter (Superintendent) der United States Air Force Academy.

## Leben
Im Jahr 1986 absolvierte Richard Clark die United States Air Force Academy in Colorado Springs. Nach seiner Graduation wurde er als Leutnant in das Offizierskorps der Air Force aufgenommen. In der Folge durchlief er alle Offiziersgrade vom Leutnant bis zum Drei-Sterne-General.
Im Lauf seiner militärischen Karriere absolvierte er verschiedene Kurse und Schulungen. Dazu gehörten unter anderem eine Ausbildung zum Kampfpiloten und weitere Fortbildungskurse als Pilot von neuen Flugzeugtypen, die Squadron Officer School auf der Maxwell Air Force Base in Alabama, die U.S. Air Force Weapons School auf der Ellsworth Air Force Base in South Dakota, das Naval Command and Staff College, das Teil des Naval War College ist, die School of Advanced Air and Space Studies auf der Maxwell AFB, das National War College in Fort Lesley J. McNair in Washington, D.C., der Joint Flag Officer Warfighting Course und der Joint Force Air Component Commander Course, beide auf der Maxwell AFB, sowie der Pinnacle Course an der National Defense University. Außerdem erhielt er akademische Grade von der Webster University, der Syracuse University und der Harvard University.
In seinen frühen Jahren als Offizier der Luftwaffe war er an verschiedenen Stützpunkten in den Vereinigten Staaten stationiert. Dabei war er als Pilot, Flugausbilder oder Stabsoffizier bei unterschiedlichen Einheiten tätig. Dazwischen absolvierte er die erwähnten Schulungen. Clark nahm am Irakkrieg teil, wo er etwa 400 Flugeinsatzstunden hatte. Zwischen Mai 2002 und Mai 2004 kommandierte er als Oberstleutnant auf der Ellsworth AFB die 34. Bomberschwadron (34th Bomb Squadron).
Nach seinem Studium am National War College wurde er im Juni 2005 auf die Randolph Air Force Base in Texas versetzt, wo er bis Januar 2006, inzwischen als Oberst, stellvertretender Kommandeur des 12. Ausbildungsgeschwader (12th Flying Training Wing) war. Im Januar 2006 übernahm er dann das Kommando über dieses Geschwader, das er bis zum März 2008 behielt. Es folgte eine Versetzung nach Bagdad im Irak, wo Clark bis zum April 2009 Stabsoffizier bei den multinationalen Streitkräften war (Director, Joint Interagency Task Force-Iraq, Multi-National Force-Iraq, Baghdad).
Zwischen Mai 2009 und Juli 2010 war Richard Clark auf der Barksdale Air Force Base in Louisiana stellvertretender Kommandeur der 8. Luftflotte. Danach kehrte er zur Air Force Academy in Colorado Springs zurück, wo er zwischen Juli 2010 und August 2012 Führungsoffizier der Kadetten (Commandant of Cadets) war. Es folgte eine Versetzung nach Kairo in Ägypten. Dort war er bis August 2014 Leiter der Behörde für militärische Zusammenarbeit und Militärattaché.
In der Folge kehrte er zur Barksdale AFB zurück, wo er bis April 2015 stellvertretender Kommandeur des Air Force Global Strike Command war. Am 17. April 2015 erhielt er ebenfalls auf der Barksdale AFB als Nachfolger von Scott A. Vander Hamm das Kommando über die 8. Luftflotte. Gleichzeitig kommandierte er den Joint Functional Component Command for Global Strike, der dem United States Strategic Command untersteht. Diese Ämter bekleidete er bis zum 4. Oktober 2016, als Thomas A. Bussiere seine Nachfolge antrat.
Seine nächste Mission führte Richard Clark auf die Ramstein Air Base in Deutschland, wo er am 21. Oktober 2016 das Kommando über die 3. Luftflotte (Third Air Force) übernahm, das er bis zum 7. September 2018 innehatte. Anschließend wurde er zum Hauptquartier der Air Force versetzt. Dort leitete er bis zum August 2020 dessen Stabsabteilung für Abschreckung und nukleare Integration (Deputy Chief of Staff, Strategic Deterrence and Nuclear Integration). Sein letzter militärischer Auftrag führte ihn ein weiteres Mal zur Akademie der Air Force. Dort übernahm er am 23. September 2020 als Nachfolger von Superintendent Jay B. Silveria die Leitung dieser Ausbildungsstätte. Dieses Amt bekleidete er bis zum 1. Juni 2024, als Thomas P. Sherman seine kommissarische Nachfolge antrat. Anschließend schied er aus dem aktiven Militärdienst aus.
Während seiner aktiven Zeit als Militärpilot absolvierte Richard Clark über 4200 Flugstunden auf verschiedenen Flugzeugtypen.

## Daten der Beförderungen
| Abzeichen | Rang               | Jahr              |
| --------- | ------------------ | ----------------- |
|           | Second Lieutenant  | 28. Mai 1986      |
|           | First Lieutenant   | 28. Mai 1988      |
|           | Captain            | 28. Mai 1990      |
|           | Major              | 1. September 1997 |
|           | Lieutenant Colonel | 1. Mai 2000       |
|           | Colonel            | 1. August 2004    |
|           | Brigadier General  | 18. November 2009 |
|           | Major General      | 4. Juni 2013      |
|           | Lieutenant General | 21. Oktober 2016  |

## Orden und Auszeichnungen
Richard Clark erhielt im Lauf seiner militärischen Laufbahn unter anderem folgende Auszeichnungen:
- Air Force Distinguished Service Medal
- Defense Superior Service Medal
- Legion of Merit
- Bronze Star Medal
- Distinguished Flying Cross
- Air Medal
- Air Force Commendation Medal
- Meritorious Service Medal
- Aerial Achievement Medal
- Combat Action Medal
- Nuclear Deterrence Operations Service Medal